# Stenohippus mundus
Stenohippus mundus är en insektsart som först beskrevs av Walker, F. 1871.  Stenohippus mundus ingår i släktet Stenohippus och familjen gräshoppor. Inga underarter finns listade i Catalogue of Life.